# Burgstall Willenberg
Der Burgstall Willenberg, auch Oberhausen, Wildenberg, Achberg genannt, bezeichnet eine abgegangene hochmittelalterliche Höhenburg bei 625 m ü. NHN in Spornlage auf dem „Schlossberg“ etwa 500 Meter nordnordöstlich der Straßenkreuzung Achberg und 1000 Meter südlich über Maxlried, Ortsteile der Gemeinde Oberhausen im Landkreis Weilheim-Schongau in Bayern.

## Geschichte
Die Burg wurde um 1170 von Bernhard von Husen (Hausen), auch Bernhard II. (V.) von Weilheim genannt, erbaut.
Urkundlich ist das Geschlecht derer von Weilheim bereits im 11. Jahrhundert nachweisbar. So wird Gebino I. von Weilheim im Codex des Klosters Benediktbeuern, in einer Urkunde die um 1062 unter Abt Megingoz spätestens aber unter Abt Ratmund entstanden sein dürfte, als Gezini de Wilheim, genannt. Die Herren von Weilheim werden zum Hochadel gezählt. Sein Vater, Bernhard I. aus dem Hause Walde-Sachsenkam, war vermutlich mit einer Tochter des im August/September 1040 in der Schlacht bei Biwanka gefallenen Gebino von Weyern verheiratet. Dessen Bruder Marquard von Weyern gedachte in einer Urkunde um 1079, gemeinsam mit seiner Mutter Gisela, seinem Vater Rotperti und seinem Bruder Gebino mit einer Schenkung an das Kloster Sankt Emmeram. Gebino I. von Weilheim war angeblich mit einer Tochter des Pfalzgrafen Kuno von Rott verheiratet. Als Vogt der Kaiserin Agnes von Poitou hatte er beste Beziehungen zu Kaiser Heinrichs III. Gebinos Brüder waren: Jakob von Walde-Sachsenkam, Bernhard I. von Weilheim, Friedrich von Langengeisling und Norbert, der spätere Bischof von Chur. Vermutlich zählte auch Iring, Stammvater der Herren von Zabelstein, zu seinen Söhnen.
Um 1138 wird auch der angebliche Erbauer der Burg Willenberg, Bernhard II. von Weilheim unter Abt Walther, † 1168, in einer Urkunde des Klosters Benediktbeuern als erster in der Zeugenreihe genannt, was auf ein fortgeschrittenes Alter bzw. einer vorrangigen Stellung hindeutet. Etwa um die gleiche Zeit stiftete Bernhard II. von Weilheim, alias Pernhardus de Wilheim, dem Kloster Wessobrunn einen Hof in Afling bei Innsbruck, um damit seinem Sohn Norbert den Eintritt ins Kloster zu ermöglichen. In dieser Urkunde erscheinen auch weitere Söhne und Verwandte Bernhards: Aribo de Wilheim, Arnolt, Gebino filius Pernhardi et frater Nortberti, Volmarus, Sigifridus, Rudigerus, Lantfridus.
Die seit etwa 1170 hier ansässigen Edlen von Weilheim bauten die Burg zu einer Höhenburg aus. Sie nannten sich die „Edlen von Husen“. Der letzte Dorfadlige starb 1420.
Vermutlich war die Burg ab 1318 im Besitz von Herzog Ludwig dem Bayern. Sie wird 1332 als Schenkung des Klosters Ettal genannt. 1420 wird Ulrich Ebran als letzter Burgherr genannt. Im 15. Jahrhundert war die Burg verfallen und wurde abgebrochen. 1568 wird die Burg bei Apian als „Willenperg collis et sylva, in eo antiqua vestigia arcis visuntur“ erwähnt.
Von der ehemaligen Burganlage sind noch der gegen Südwesten gerichtete Halsgraben und geringe Mauerreste erhalten. Der Weg zur etwas erhöht gelegenen Kernburg war im Mittelalter im Norden und Osten von sumpfigem Gelände umschlossen. Der Wallgraben um die im Süden gelegene Vorburg war ein Stausee, heute „Seewiese“ genannt.
Der Name „Burg Achberg“, der auch bei Meyer genannt wird, dürfte sich allerdings auf ein Gut südwestlich der Burgberges beziehen.
Heute ist die Stelle als Bodendenkmal D-1-8232-0022 „Burgstall des hohen und späten Mittelalters (‚Willenberg‘)“ vom Bayerischen Landesamt für Denkmalpflege erfasst.